# Clusia coremandra
Clusia coremandra är en tvåhjärtbladig växtart som beskrevs av José Cuatrecasas. Clusia coremandra ingår i släktet Clusia och familjen Clusiaceae. Inga underarter finns listade i Catalogue of Life.